# 별난 여자
별난 여자는 1970년 공개된 대한민국의 영화이다.

## 배역
- 신성일
- 문희
- 여운계
- 안인숙